# Athysanella blockeri
Athysanella blockeri är en insektsart som beskrevs av Hicks och Whitcomb 1996. Athysanella blockeri ingår i släktet Athysanella och familjen dvärgstritar. Inga underarter finns listade i Catalogue of Life.